# .cat
.cat je sponzorirana vršna internetska domena koja je namijenjena za označavanje katalonskog jezika i kulture. Službenu politiku te domene razvio je ICANN i Zaklada puntCAT (Fundació puntCat). Odobrena je rujna 2005. godine. Do polovice studenoga 2017. godine registrirano je unutar ove domene 111.855 mrežnih stranica. Ograničenje kod registriranja je provjera prije i poslije registriranja, da bi se osiguralo da su registranti stvarno dio aplikabilne zajednice. Dopuštene su izravne registracije druge razine.
Stranica za registriranje je www.domini.cat.
Dokument kojim se .cat prijavilo ICANN-u poslan je 19. ožujka 2004. godine. Poslala ga je zaklada puntCAT sa sjedištem u Gironi. U aplikaciji za ICANN pod polje država (country) upisana je Katalonija i prijava je kao takva prošla. Zaklada puntCAT, koja upravlja ovom domenom je neprofitni entitet čije članstvo je s jednakim pravom glasa, a sastavljeno od ostalih zakonskih entiteta ali ne od pojedinaca.

## Vanjske poveznice
- IANA .es whois informacija  Arhivirana inačica izvorne stranice od 11. listopada 2007. (Wayback Machine)
- Stranica za registriranje Domini.cat